# ADAM10
ADAM10 (CD156c; англ. A Disintegrin And Metalloproteinase domain 10; КФ: 3.4.24.81) — фермент металлопротеаза, относящийся к семейству металлопротеаз ADAM. Играет важную роль в развитии, воспалении, нейропротекции и онкологических заболеваниях. По ферментативной специфичности близка к другой металлопротеазе ADAM17.

## Структура
С помощью метода кристаллографического анализа дифракции рентгеновских лучей была изучена структура одного домена ADAM10. Богатый цистеином домен играет важную роль в регуляции активности протеаз in vivo. Недавние экспериментальные данные свидетельствуют о том, что эта область, отличная от активного центра, может быть ответственна за субстратную специфичность фермента. Предполагается, что этот домен связывается с определенными областями субстрата и фермента, позволяя происходить гидролизу пептидных связей в четко определенных участках субстрата.
Предлагаемый активный центр ADAM10 идентичен ферментам в семействе металлопротеиновых белков змеиного яда. Структурный анализ ADAM17 показал, что он имеет ту же последовательность аминокислот активного центра, что и ADAM10, и это позволяет предположить, что три гистидина в этой последовательности связывают атом Zn2+, а глутамат является каталитически активным участком.

## Функции
ADAM10 представляет собой металлопротеазу с относительно низкой специфичностью, локализованную на поверхности клеток и способную расщеплять широкий спектр белков. В нейронах ADAM10 является наиболее важным ферментом для протеолитического процессинга белка-предшественника амилоида. ADAM10 вместе с ADAM17 расщепляет эктодомен триггерного рецептора, экспрессируемого на миелоидных клетках — TREM2, с образованием растворимого sTREM2, который был предложен в качестве биомаркера при нейродегенеративных заболеваниях. ADAM10 принадлежит к подсемейству металлопротеаз A, самому древнему подсемейству белков ADAM, которое является общим для всех основных групп животных, хоанофлагеллят, грибов и зелёных водорослей из класса Mamiellophyceae.

## Субстраты
К субстратам ADAM10 относятся ряд молекул адгезии, находящиеся на клеточной мембране, включая L1-CAM, E-кадгерин, N-кадгерин и CD44.

## Клиническое значение

### Заболевания головного мозга
ADAM10 играет ключевую роль в регуляции молекулярных механизмов, ответственных за формирование, созревание и стабилизацию дендритных шипов, а также в молекулярной организации глутаматергических синапсов. Следовательно, изменение активности ADAM10 строго коррелирует с возникновением различных типов синаптопатий, начиная от нарушений развития нервной системы, то есть расстройств типа аутизма, и заканчивая нейродегенеративными заболеваниями, типа болезни Альцгеймера.

### Рак молочной железы
В сочетании с низкими дозами герцептина — противоопухолевыми антителами — селективные ингибиторы ADAM10 снижают пролиферацию в клеточных линиях со повышенной экспрессией HER2, в то время как ингибиторы, которые не ингибируют ADAM10, не действуют. Эти результаты согласуются с тем, что ADAM10 является основным фактором контроля HER2, ингибирование которого может обеспечить новый терапевтический подход к лечению рака молочной железы и других видов рака с активной передачей сигналов HER2. Повышенное количество продукта гена ADAM10 в нейронных синапсах в сочетании с белком AP2 было отмечено в нейронах гиппокампа у пациентов с болезнью Альцгеймера.